# Bumlje
Bumlje (nemško Würmlach) je naselje občine Koče - Muta v okraju Šmohor na Koroškem v Avstriji.